# Yelcho

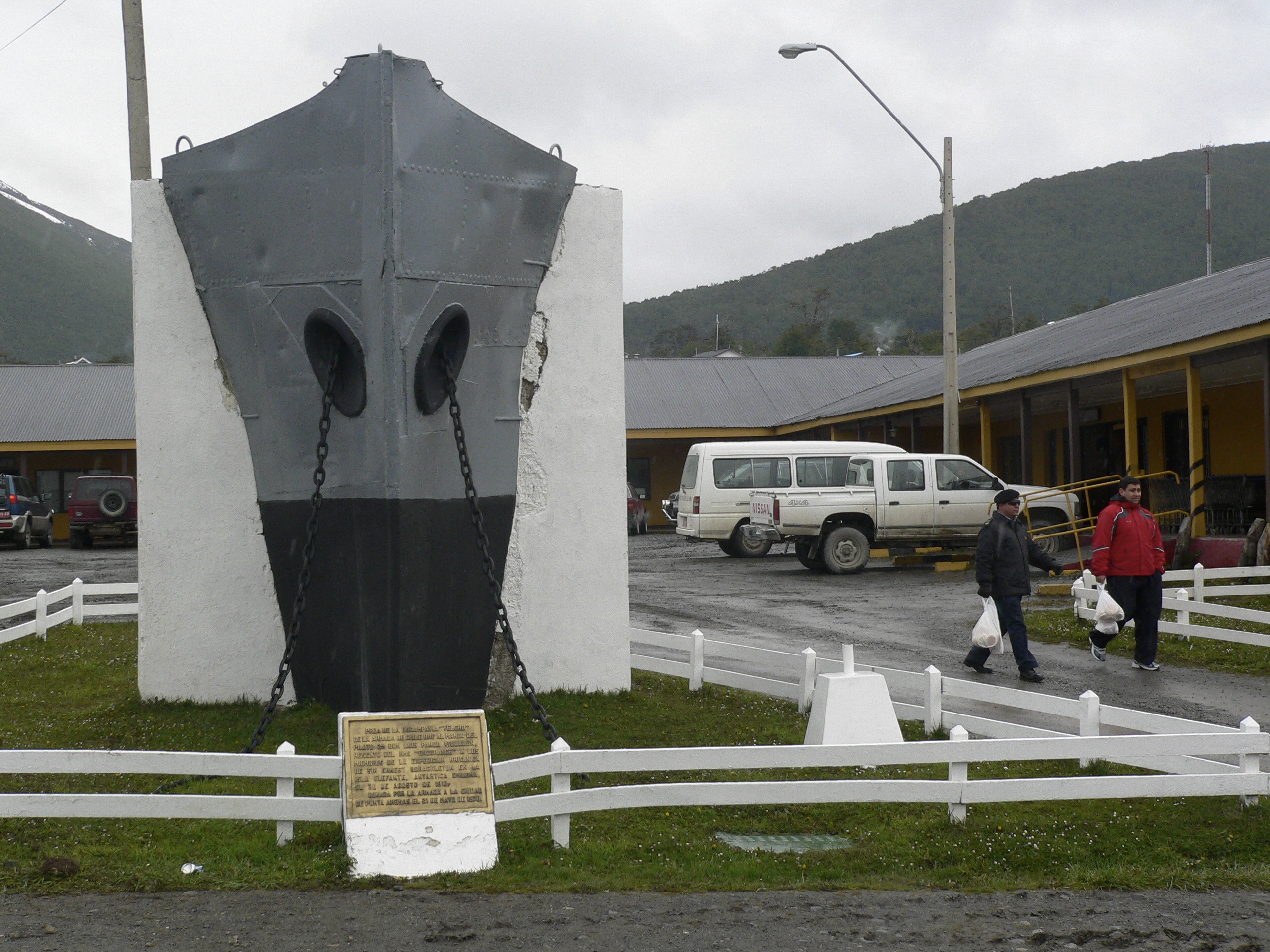
A Yelcho hajóorra

A Yelcho egy 1906-ban épült kutter hajó, amit egy skót cég, a G. Brown and Co. épített Greenockban, a Clyde folyón. A hajót Chile számára építették szállító- és vontatóhajónak. 1908-ban adták el a Chilei Haditengerészetnek és Punta Arenasba vezényelték.
Miután Ernest Shackleton szerencsétlenül járt birodalmi transzantarktiszi expedíciója végén szerencsésen elérte a Déli-Georgia szigetet, megpróbált hajót szerezni, hogy társait kiszabadítsa az Elefánt-szigetről. Kétszer próbálkozott különböző, nem túl jó állapotban lévő hajóval, mígnem a chilei elnök, Juan Luis Sanfuentes közbenjárására megkapta a Yelchot. Ez a harmadik mentési kísérlet is sikertelen volt. 1916. augusztus 25-én a Yelcho újabb kísérletet tett, Luis Prado parancsnoksága alatt. A hajó teljesen alkalmatlan volt arra, hogy az antarktiszi vizeken hajózzon: nem volt rádiója, fűtési berendezése, villanyvilágítása sem. Augusztus 27-én érkeztek meg a Picton-szigethez, ahol a hajó szenet vett fel, majd továbbhajózott az Elefánt-sziget felé, és nemsokára megpillantották az első jéghegyet.
Augusztus 30-án dél körül felszállt a köd és megpillantották a szigetet, ahonnan 1 órán belül ki is mentették az ott rekedteket. a hajó ezután visszatért Punta Arenasba.
A sikeres mentés után a Yelchoról több utcát és hajót neveztek el Chilében, főleg a legdélibb partvidéken, és az Elefánt-sziget egyik pontját is Yelcho-foknak nevezik azóta. A hajót 1945-ben állították le, de a hajóorrát megőrizték és szoborként kiállították Puerto Williamsben.

## Fordítás
Ez a szócikk részben vagy egészben  a   Yelcho (1906) című angol Wikipédia-szócikk ezen változatának fordításán alapul.  Az eredeti cikk szerkesztőit annak laptörténete sorolja fel. Ez a jelzés csupán a megfogalmazás eredetét és a szerzői jogokat jelzi, nem szolgál a cikkben szereplő információk forrásmegjelöléseként.